# Lospalos
Lospalos ist die Hauptstadt des Verwaltungsamts Lospalos und seit 1946 die Hauptstadt der osttimoresischen Gemeinde Lautém. Manchmal wird der Ortsname fälschlicherweise Los Palos geschrieben, was die spanische Bedeutung „Die Pfähle“ suggeriert. Tatsächlich leitet sich der Name aber von den Fataluku-Worten Lo (Fleckenmusang) und Pala (Garten) ab, was so viel bedeutet, „wo die Fleckenmusangs Zuflucht in den Bäumen suchen“. Eine andere Quelle nennt für den Ursprung das Fataluku-Wort Lohoasupala. Loho bezeichnet den Hof eines Bauerngehöfts. Eine Verbindung zwischen dem Ort und der spanischen Sprache gibt es nicht.

## Geographie und Einwohner

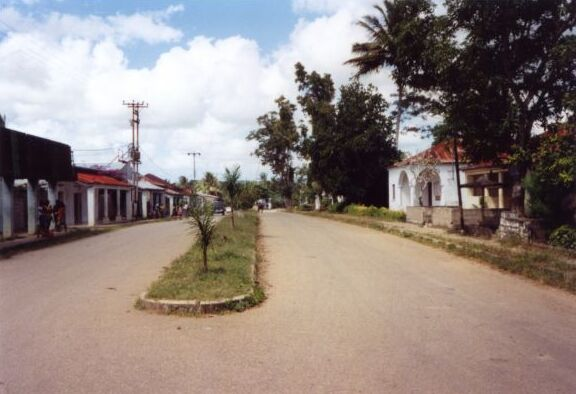
Hauptstraße von Lospalos (2002)

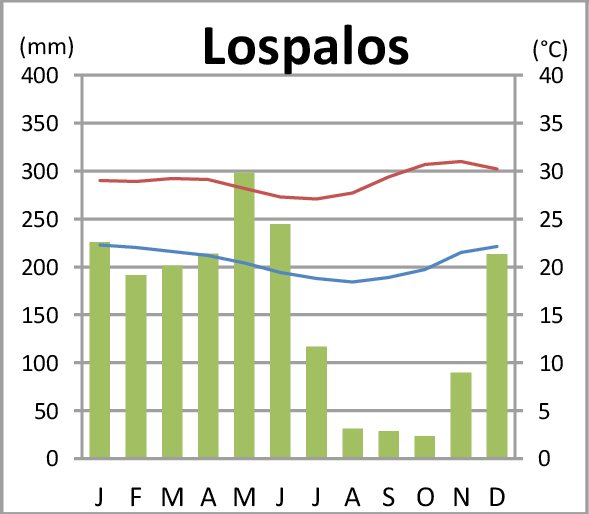
Klimadiagramm von Lospalos

Die Stadt Lospalos liegt etwa 150 km in Luftlinie östlich von der Dili. Auf der Straße nach Lautém und weiter auf der Küstenstraße sind es 248 km bis Dili. Die im Landesinneren gelegene Stadt ist die östlichste Endstation für die Überlandbusse (Biskota) von Dili und anderen Teilen des Landes. Vom etwas außerhalb liegenden Busbahnhof aus kann man mit Kleinbussen (Mikrolét) zu Zielen in der Region reisen.
Lospalos gehört zum Suco Fuiloro, dessen Verwaltungszentrum die gleichnamige Siedlung sieben Kilometer nördlich von Lospalos liegt. Eine große Anzahl von weiteren Siedlungen liegen dazwischen und in der direkten Nachbarschaft, so dass im urbanen Teil Fuiloros insgesamt 12.782 Menschen leben.

## Einrichtungen
Der am Busbahnhof gelegene etwas größere Markt hat regionale Bedeutung. Das alte Marktgebäude brannte bei den Unruhen 1999 komplett aus. Seit Ende 2012 wird hier ein Kunst- und Kulturzentrum gebaut, dass die Vielfalt der Gemeinde Lautéms zeigen soll. Die Stadt ist sehr weitläufig angelegt, höhere Gebäude sucht man vergeblich. Auch touristische Höhepunkte bietet der Ort wenig. Auffällig sind ein heiliges Haus (Lee-teinu, deutsch Haus auf Beinen) und São Paulo, die katholische Kirche São Paulo, mit den für die Region traditionell typischen Steildächern aus Stroh. Das Lee-teinu brannte 2021 ab.  Auch die kleine protestantische Minderheit hat in Lospalos eine kleine Kirche. Die Moschee Masjid Al Taowa Lospalos verfällt langsam zu einer Ruine. Der lokale Radiosender ist Rádio Communidade de Lospalos RCL.

## Geschichte

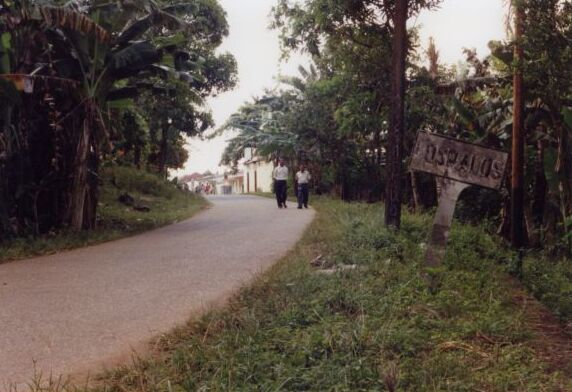
Ortsschild aus der Kolonialzeit (2002)

1942 besetzten die Japaner Timor, obwohl Portugal im Zweiten Weltkrieg neutral war. In der Nähe des Dorfes Fuiloro bei Lospalos betrieben die japanischen Streitkräfte ab 1942 ein Flugfeld für schwere Bomber, weswegen Fuiloro immer wieder das Angriffsziel australischer Bomber war. Viele Timoresen bekämpften die japanischen Besatzungstruppen. Nach dem Krieg stellten die Portugiesen wieder ihre Herrschaft über die Kolonie her. 1948 wurde Lospalos als Verwaltungssitz ausgebaut.
Am 3. Februar 1976 nahmen indonesische Truppen Lospalos ein.
Am 29. Mai 1997 fanden Wahlen statt, bei denen Vertreter Osttimors für das indonesische Parlament gewählt werden sollten. Im Umfeld kam es landesweit zu mehreren Attacken auf die indonesische Besatzungsmacht und ihre Unterstützer. In Lospalos wurden der Bruder des Chefs des Distriktsparlaments und einige Lehrer erschossen. Zuvor hatten die Guerilleros in Muapitine drei Menschen ermordet.
Im Rahmen der Krise von 1999 kam es auch in Lospalos zu Morden und Vertreibungen.

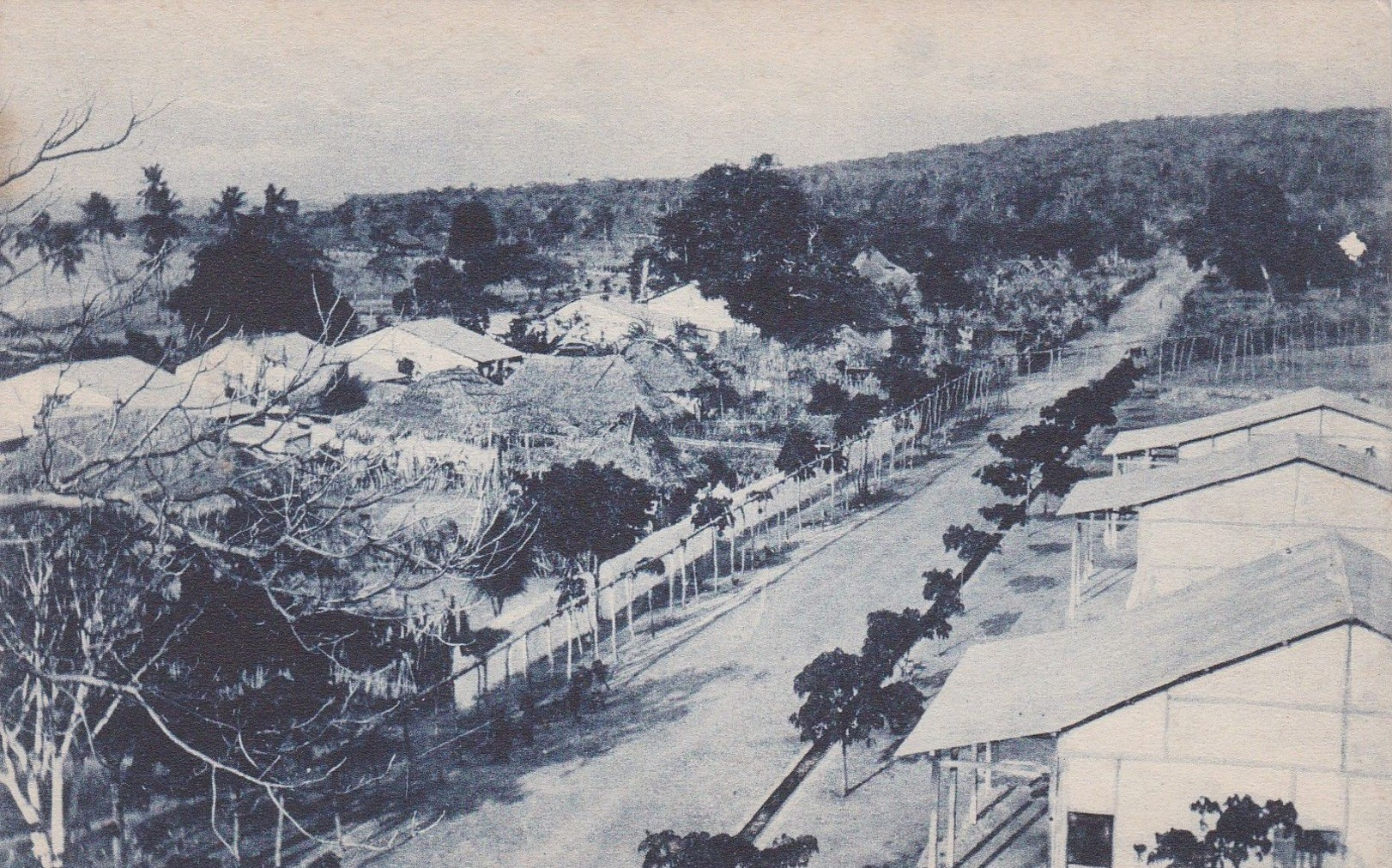
Hauptstraße von Lospalos (1927)
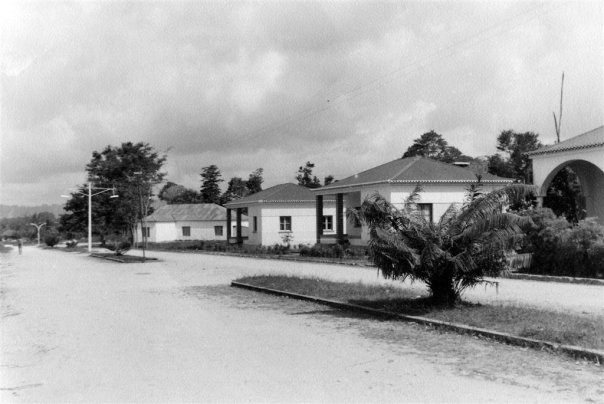
Die Hauptstraße (1967)
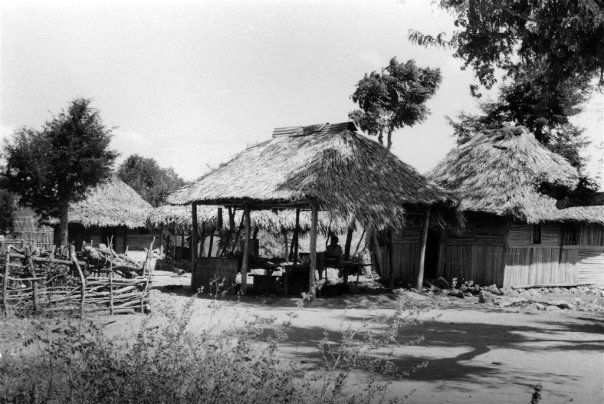
Hütten jenseits der Hauptstraße (1967)
Heilige Haus (etwa 1980)

## Städtepartnerschaft
- Mornington Peninsula Shire, Australien[7]
- Lagoa, Portugal (seit 21. März 2013)[8]

## Persönlichkeiten

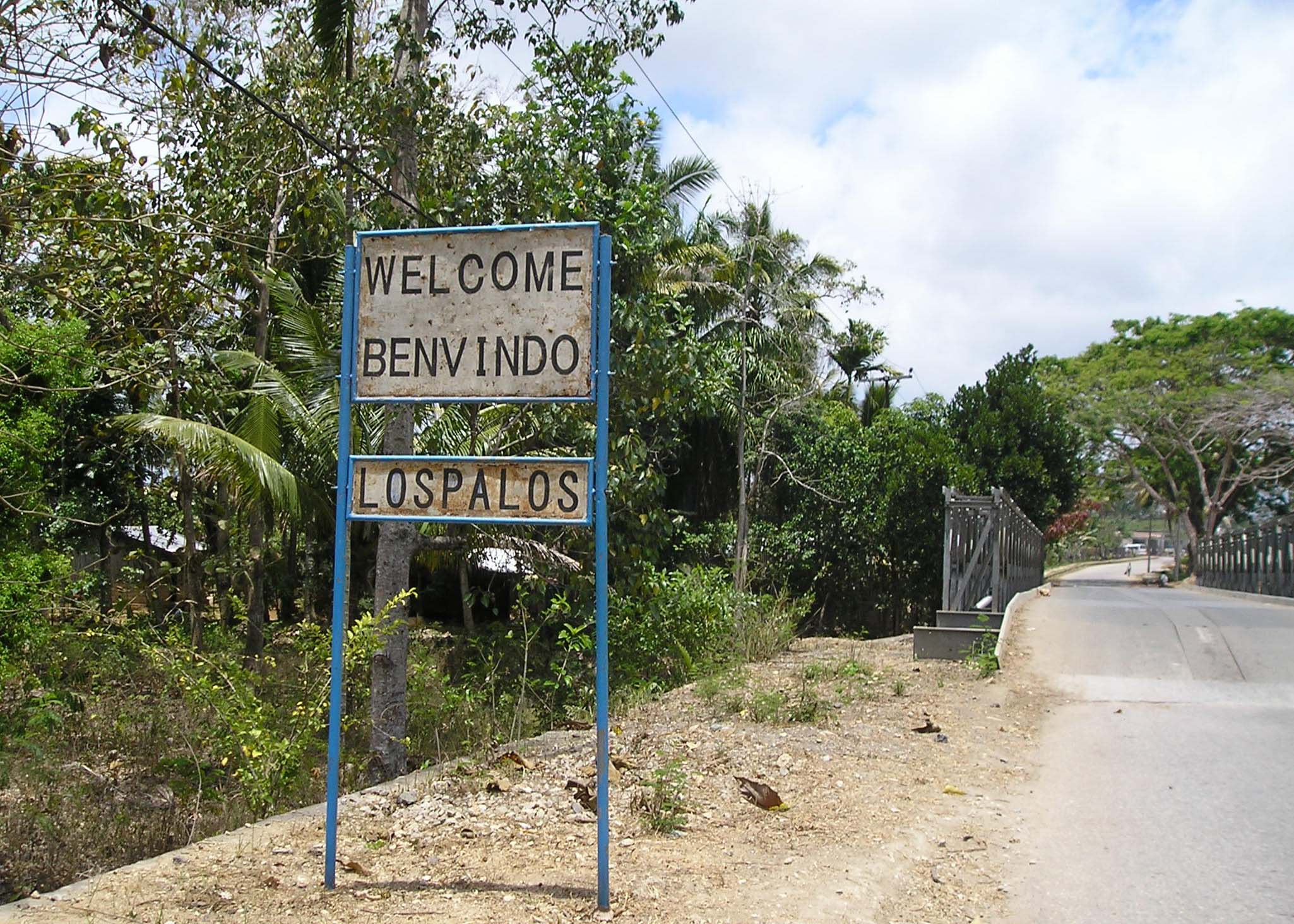
Modernes Ortsschild

- Frederico Almeida Santos da Costa (1930–2020), APODETI-Vorsitzender und Mitgründer
- Osório Costa (* 1966), Politiker
- Virgilio da Costa Hornai (* 1973), Politiker
- Vítor da Costa (1951–2020), Politiker
- José Fonseca (* 1994), Fußballspieler
- Cecilio Caminha Freitas (* 1973), Politiker
- Rui Meneses (* 1972), Politiker
- João Miranda, Freiheitskämpfer und General
- Duarte Nunes (* 1953), Politiker
- Cornélio Ximenes, Freiheitskämpfer und General

## Galerie

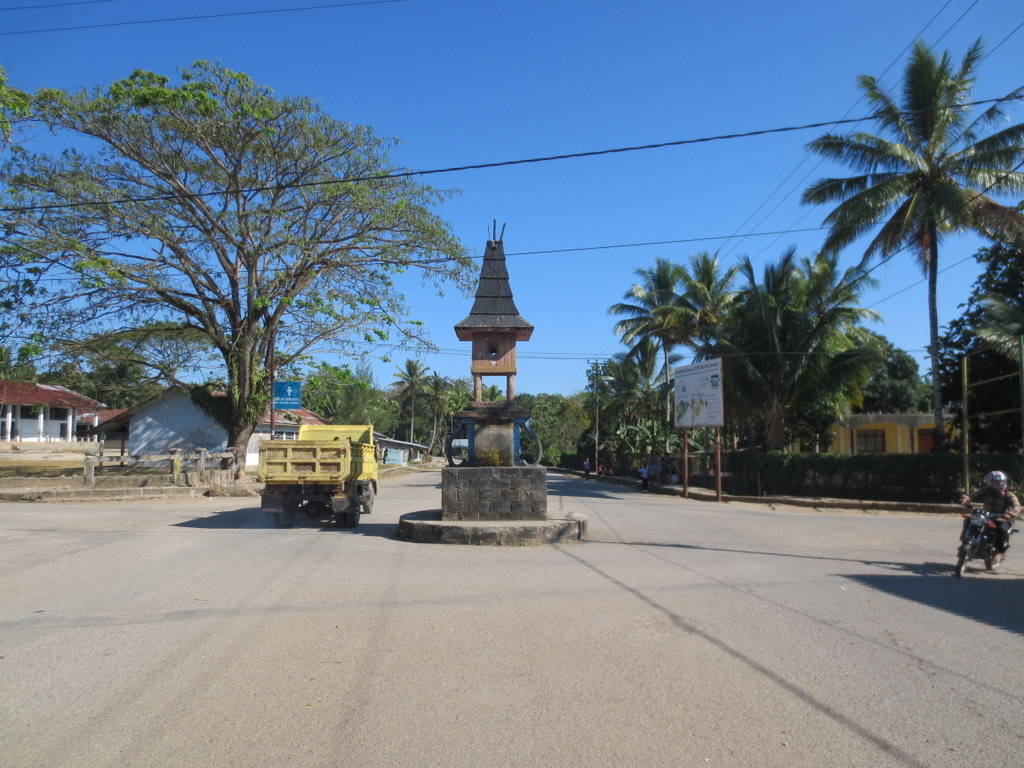
Hauptkreuzung von Lospalos
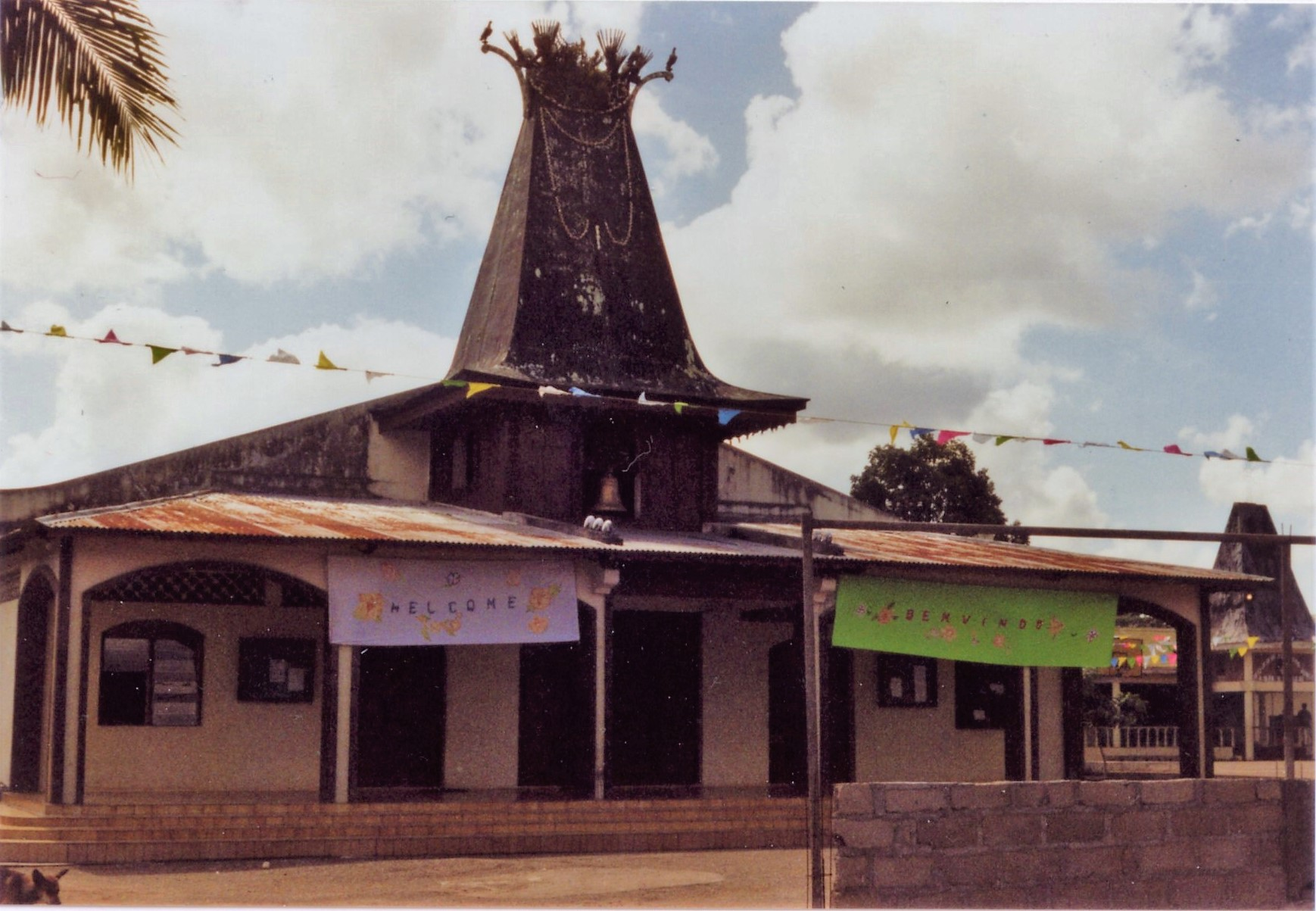
Katholische Kirche São Paulo
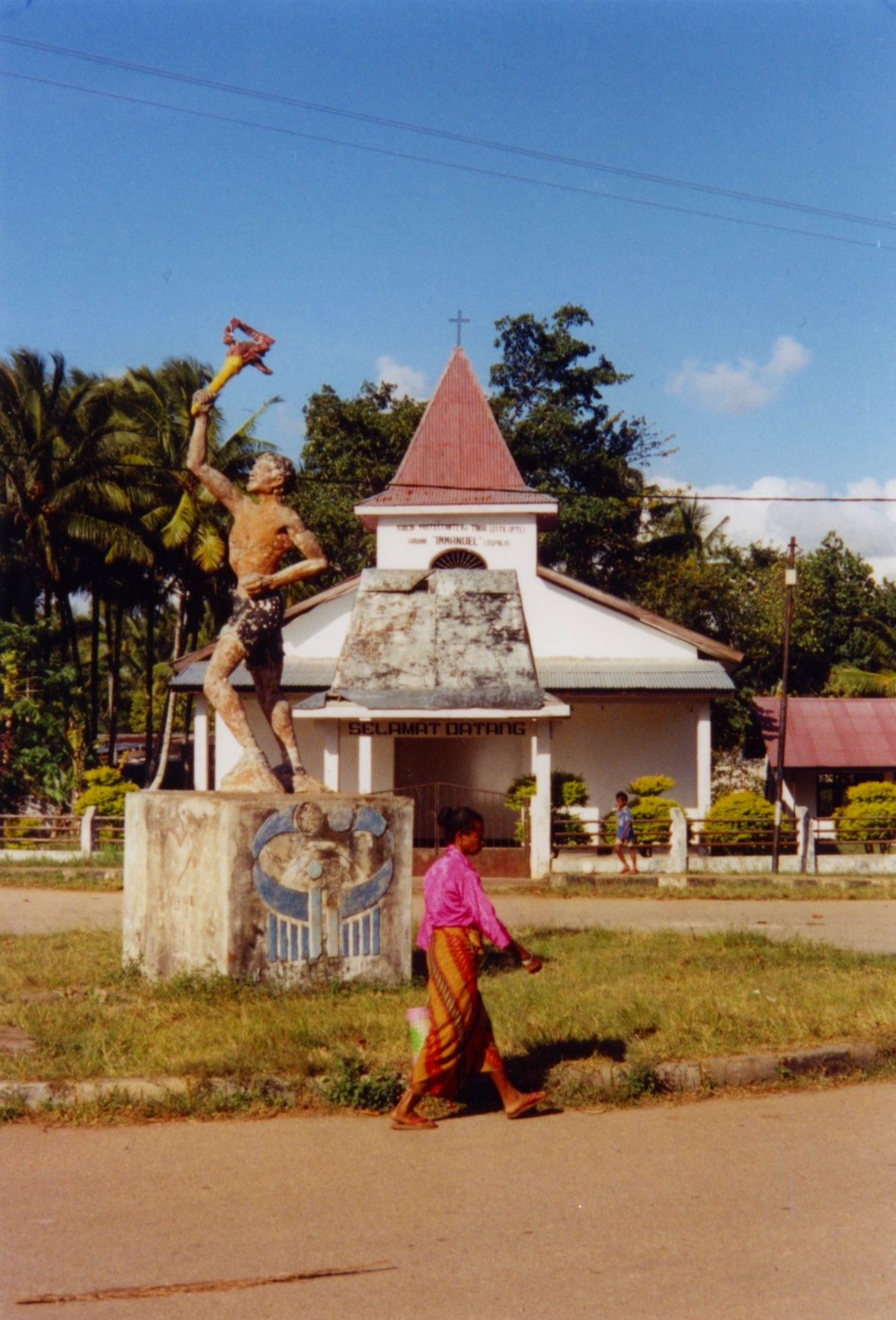
Kirche Immanuel der Protestantischen Kirche in Osttimor
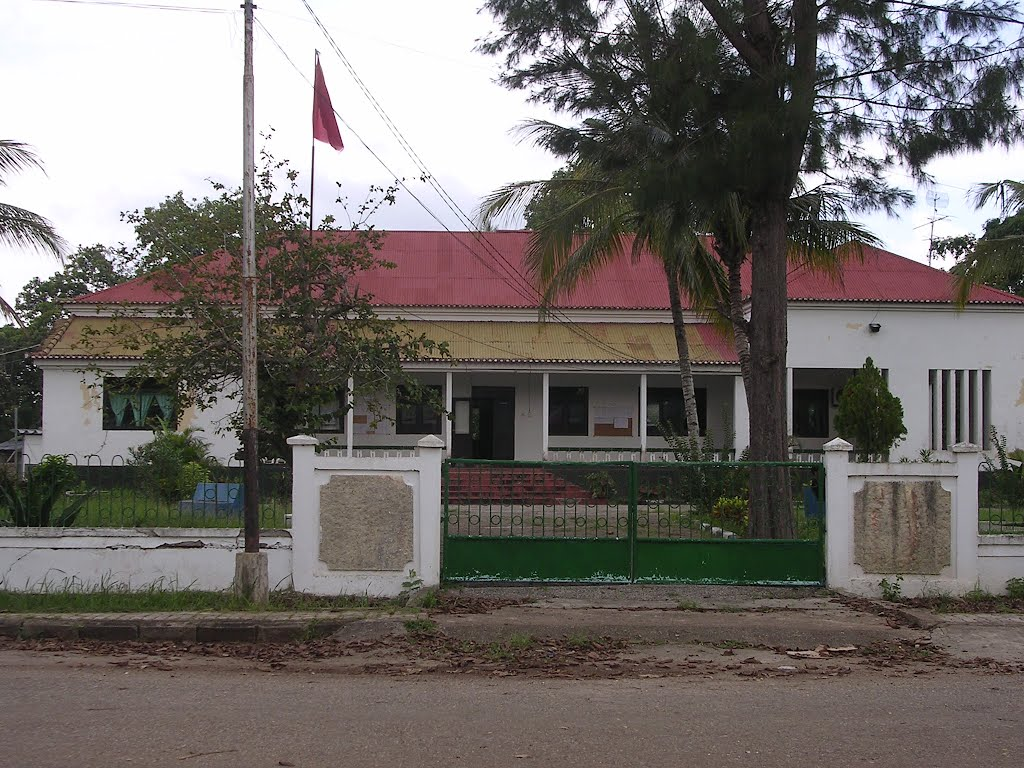
Sitz der Gemeindeadministration
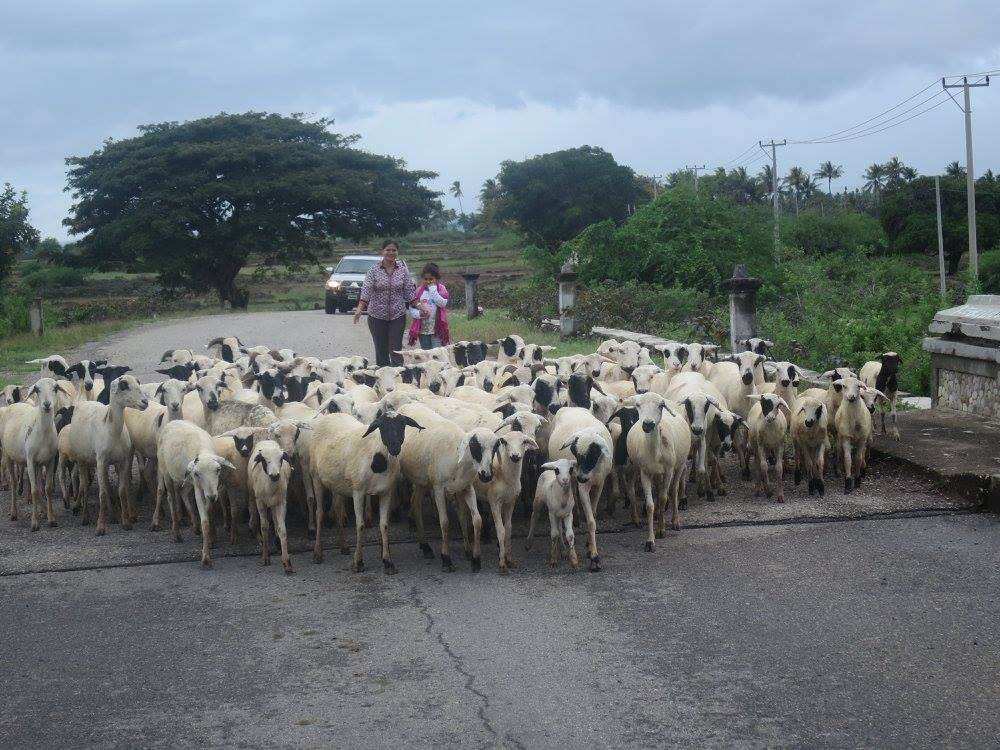
Schafe am Ortsrand
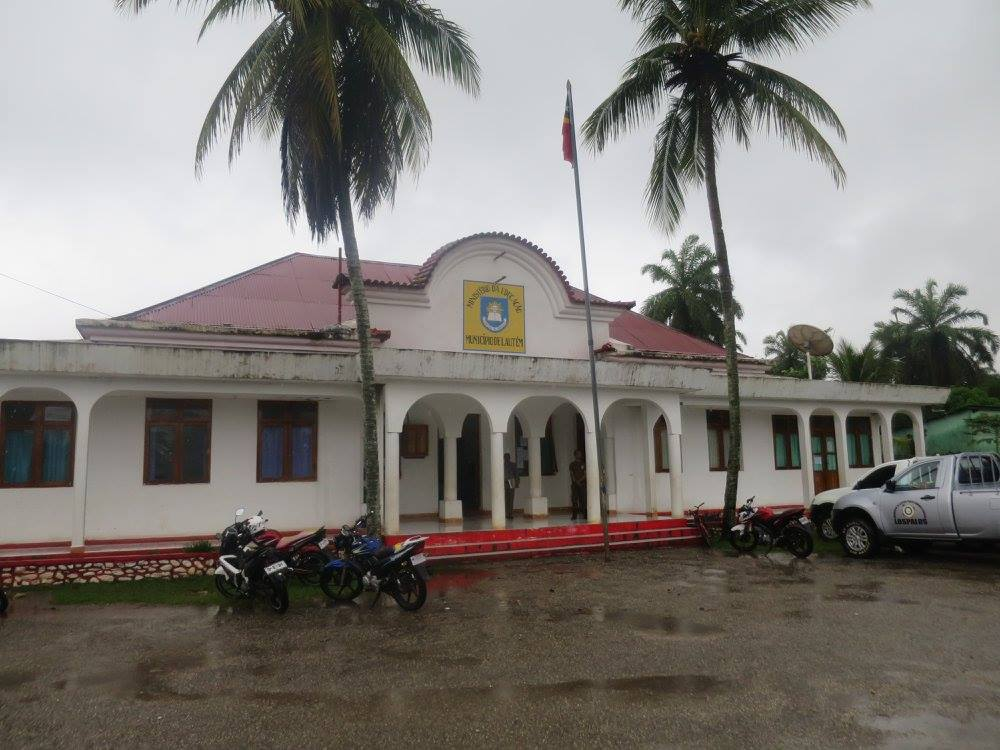
Gebäude des Bildungsministeriums in Lospalos